# 卡西米鲁-迪阿布雷乌
卡西米鲁-迪阿布雷乌是巴西里约热内卢州的一个市镇。总面积460.843平方公里，总人口30572人，人口密度66.3人/平方公里。